# Машаду ди Ассис, Жоакин Мария
Жуаки́н Мари́я Машаду де Ассис (Машадо де Ассиз; порт. Joaquim Maria Machado de Assis; 21 июня 1839, Рио-де-Жанейро — 29 сентября 1908, там же) — бразильский писатель (прозаик и поэт), один из наиболее влиятельных классиков бразильской литературы, переводчик. Благодаря своему частично негритянскому происхождению также важен для самосознания цветного и негритянского населения — в Бразилии его относят к группе парду, то есть бразильцам смешанного происхождения, с примесью негритянской крови. Один из наиболее значимых в мировом контексте бразильских писателей, чьё творчество оказало большое влияние на формирование бразильской литературной школы на рубеже веков.

## Биография

### Ранние годы
Родился в семье маляра-мулата Хосе Франсиско де Ассиса и португальской прачки Марии Леопольдины да Камара Машаду в пригороде Рио-де-Жанейро. Мальчика нарекли именами его крёстных родителей — состоятельных владельцев земли, на которой было позволено жить семейству. Машаду де Ассис провёл детство в нищете, рано пережил смерть матери и сестры, страдал эпилепсией. Он плохо учился в государственной школе, не поступил в университет, что сподвигло будущего писателя к собственному интеллектуальному развитию для преодоления социального неравенства. При этом он любил книги, которые читал на родном португальском и французском языках. По его воспоминаниям, писать он выучился сам, а в дальнейшем освоил также английский и греческий для ознакомления с трудами Платона и Сократа.

### Начало творческого пути
Когда Машаду было 15 лет, его знакомый, владевший книжным магазином, типографией и газетой, напечатал одно из его стихотворений. В поисках лучшей жизни 17-летний Машаду де Ассис стремился в большой город, где устроился корректором и наборщиком в издательство Imprensa Nacional. Уже заслужив некоторую литературную известность своими стихотворениями, Машаду получил приглашения поработать журналистом в крупную газету Correio Mercantil. Так он вошёл в писательские и театральные круги, публиковал свои произведения и к 21 году заслужил себе имя. В 1864 году умер его отец, и Машаду посвятил ему и матери сборник стихов. В 1865 году Машаду де Ассис основал литературное общество «Arcádia Fluminense», где читал свои стихи и отрывки произведений.
Когда к власти пришла Либеральная партия, Машаду подумал, что может получить какой-нибудь пост, который позволит ему улучшить условия своей жизни, но помощь, к его удивлению, пришла с неожиданной стороны — в 1867 году император дон Педру II назначил его директором издания 'Diário Oficial', а в 1888 году он удостоил Ордена Розы.

### Женитьба
В это же время произошла судьбоносная встреча с Каролиной Августой Шавье де Новаиш. Девушка прибыла из Португалии, чтобы заботиться о больном брате — поэте Фаустино Шавье де Новаэше, который приходился другом де Ассису. «Карола» была старше жениха на 5 лет, её родители не одобряли этот брак, но, тем не менее, их свадьба состоялась 12 ноября 1869 года. Из сохранившейся переписки следует, что в начале их отношения складывались не совсем гладко, девушка не испытывала чувств к внешне непривлекательному, заикающемуся, но образованному Машаду. Детей у них не было.

### Последние годы
Женитьба на женщине из знатной семьи позволила Машаду де Ассису получить чиновничий пост в Департаменте сельского хозяйства и освободить больше времени для писательского труда.
Смерть супруги в 1904 году сильно повлияла на Машаду, который отошёл от активной творческой деятельности, посвятив любимой стихотворение «Каролина», страдал депрессией, ощущая одиночество. Его всегда слабое здоровье ухудшалось, начиналась слепота.
Машаду опубликовал три поэтических сборника, но холодный приём читателей заставил его искать себя в других литературных жанрах. Он приступил к большим по объёму произведениям. Начав с тех, которые были рассчитаны на моментальный успех, с годами он перешёл к более саркастичным, ироничным и критически осмысляющим человеческую природу произведениям, которые и создали ему длящееся по сей день признание.
В 1897 году Машаду де Ассис вместе с другими писателями основал Бразильскую академию литературы и был её президентом до своей смерти в 1908 году.

## Литературное наследие
За свою жизнь Машаду де Ассис создал 9 пьес, 9 романов, 200 рассказов, 5 поэтических сборников
Наиболее известен его первый роман в этой стилистике, написанный в год отмены рабства в Бразилии «Посмертные мемуары Браза Кубаса» (1881). Роман повествует о жестоком мире и о духовной нищете героя, у которого даже его слуга раб-вольноотпущенник копирует хозяина: купив себе раба, он зверски мучает его, мстя за перенесённые страдания.
Первый роман писателя «Воскресение» (1872) стал его первой попыткой создать национальный роман. Пять романов-шедевров «позднего периода»: «Посмертные записки…», «Кинкас Борба», «Дон Касмурро», «Исав и Иаков» (1904) и «Дневник Айреса» (1908) были уже настоящими психологическими исследованиями, без которых сегодня трудно представить латиноамериканскую прозу. Герои Машаду в тисках социального неравенства не могут жить «нормальной» жизнью: они рано или поздно начинают ненавидеть весь мир.
Машаду де Ассис также много переводил, в том числе произведения Шекспира с английского на португальский. Ещё один его роман, «Дон Касмурро», входит в бразильскую школьную программу. Он посвящён тому, как ревность разрушает брак, и представляет перенесённое на бразильскую почву авторское прочтение темы ревности в шекспировского «Отелло» и других произведениях мировой классики.

## Избранные произведения

### Романы
| Оригинальное название           | В русском переводе                                         | Год  |
| ------------------------------- | ---------------------------------------------------------- | ---- |
| Ressurreição                    | «Воскресение»                                              | 1872 |
| Memórias Póstumas de Brás Cubas | «Посмертные записки Браза Кубаса» / «Записки с того света» | 1881 |
| Casa Velha                      | «Старый дом»                                               | 1885 |
| Quincas Borba                   | «Кинкас Борба»                                             | 1891 |
| Dom Casmurro                    | «Дон Касмурро»                                             | 1899 |
| Esaú e Jacó                     | «Исав и Иаков»                                             | 1904 |
| Memorial de Aires               | «Дневник Айреса»                                           | 1908 |

### Сборники стихов
- Crisálidas, (1864)
- Falenas, (1870)
- Americanas, (1875)
- Ocidentais, (1880)
- Poesias Completas, (1901)

### Пьесы
- Hoje Avental, Amanhã Luva, (1860)
- Desencantos, (1861)
- O Caminho da Porta, (1863)
- O Protocolo, (1863)
- Teatro, (1863)
- Quase Ministro, (1864)
- Os Deuses de Casaca, (1866)
- Tu, só tu, puro amor, (1880)
- Não Consultes Médico, (1896)
- Lição de Botânica, (1906)

## Адаптации
В 1968 году по произведению «Дон Касмурро» снят фильм «Капиту», названный по имени главной героини романа. Позже под таким же названием вышел ещё ряд фильмов и телесериалов в 1999, 2002, 2008 годах. Также роман представлен на театральной и оперной сценах. В 2013 году произведение адаптировано в комикс, заслуживший несколько престижных наград.

## Факты
- Машаду де Ассис был страстным любителем игры в шахматы. Он выписывал журналы по теме, строил собственные комбинации и участвовал в первом бразильском чемпионате по шахматам в 1880 году. Он занял третье место.
- Литературная премия Машаду де Ассиса является самой почётной премией, ежегодно присуждаемой Бразильской Академией за цикл литературных произведений.
- В Москве во дворе Библиотеки иностранной литературы им. Рудомино в 2007 году установлен бюст Машаду де Ассиса скульптора Жана Магру[5].
- Одна из героинь теленовеллы «Семейные узы» (2000 год) носит имя Капиту в честь героини романа Машаду де Ассиса «Дон Касмурро».